# Parallellisme (stijlfiguur)
Het parallellisme ook parallellie is een stijlfiguur waarbij twee (of meer) zinswendingen naar inhoud of naar vorm min of meer gelijk zijn. Vaak wordt deze stijlfiguur toegepast om de betreffende zinnen of zinsdelen meer nadruk te geven.
Parallellisme is kenmerkend voor de Bijbelse poëzie.
Een parallellisme bevat zowel een enumeratie als een repetitio. Isocolonnen worden volgens hetzelfde procedé gevormd, alleen gaat het daarbij meer om afzonderlijke woorden.

## Voorbeelden
Een voorbeeld uit de dagelijkse omgangstaal is de uitdrukking:
Spreken is zilver, zwijgen is goud.
Een voorbeeld uit Psalmen, psalm 23:
Hij doet mij nederliggen in grazige weiden;

Hij voert mij zachtkens aan zeer stille wateren.
Een voorbeeld uit de moderne poëzie:
Vanaf nu moeten we

het doen zonder voeten, 

worden we de eigenaar 

van wegsplitsingen en is het net 

wandelen – rechtsaf, linksaf.

Vanaf nu moeten we 

het doen zonder handen, 

krijgen we de zeggenschap 

over de velden en is het net 

winnen – korte, lange rokade.— N.N.

## Parallellisme in de retorica
Het parallellisme is een stijlfiguur waar vooral ook diegenen die hun oratorische gaven gebruiken - leiders, politici, religieuze voorgangers - een veelvuldig beroep op doen. Zo is de beroemde rede I Have a Dream van Martin Luther King geheel gebouwd op de parallellie van de zinsbouw. Bij essayisten, die geschoold zijn in de katholieke retorica, is deze 'preekstijl' niet zelden terug te vinden; dat is bijvoorbeeld het geval in de essays van Anton van Duinkerken.